# Aurunces
Cet article traite à la fois des Aurunces et des Ausones, comme un seul peuple italique d’origine indo-européenne installée dans le nord de la Campanie antique.

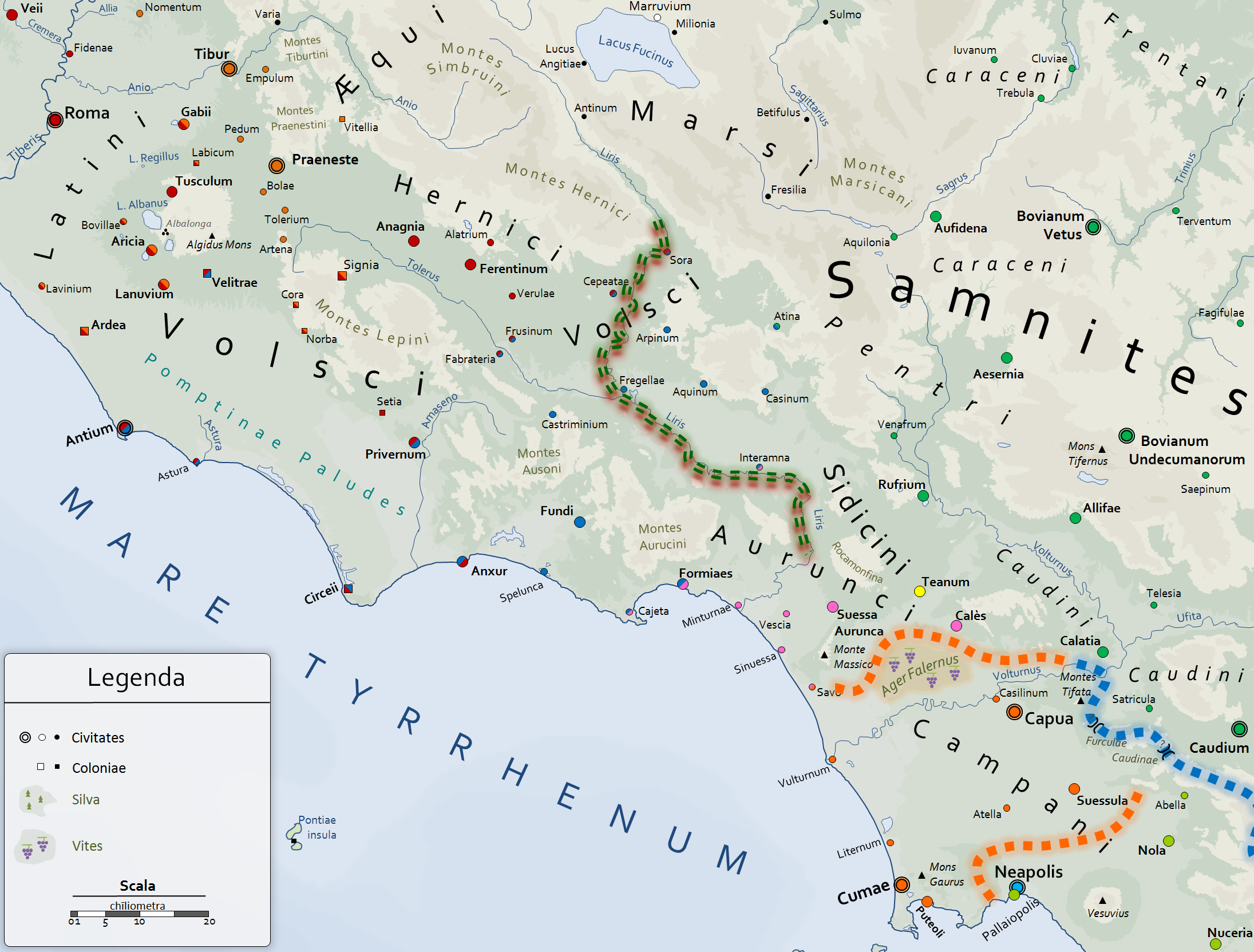
Les Aurunces sur une carte des peuples au milieu du

Les Aurunces (Aurunci en latin) ou Aurunques sont un peuple italique d’origine indo-européenne, dont on situe généralement l’installation en Italie vers le début du Ier millénaire av. J.-C.
Les études historiques et linguistiques situent les Aurunces parmi les peuples indo-européens, dans la lignée osco-ombrienne, séparée de la lignée latino-falisque. Les sources romaines les décrivent comme une population peu évoluée, principalement installée dans des villages aux sommets des collines, à caractère défensif.
Leur territoire, au sud de celui des Volsques, s’étend principalement au sud de la région de Rocca Monfina, entre les rivières de la Liris et du Volturno, le long de la côte tyrrhénienne. La limite au nord-ouest se situe sur l'autre rive de la Liris, au niveau des monts Aurunci voire jusque dans la plaine de Fundi et, au sud-est, au niveau du mont Massico, à la limite avec les Campaniens. Au nord-ouest, on retrouve les Volsques et les Sidicins.
Les principales cités aurunces sont Suessa Aurunca, Calès, Sinuessa, Ausone, Minturnes, Vescia et peut-être Formiae et Fundi plus au nord. Ces dernières cités ainsi que d'autres plus au nord sont peut-être devenues volsques au cours du Ve ou début du IVe siècle av. J.-C. Les Aurunces apparaissent une première fois dans l'histoire romaine au tournant du VIe/Ve siècle av. J.-C., comme étant alors une grande puissance. Ensuite Rome enchaîne les victoires rapides dans la deuxième partie du IVe siècle av. J.-C., Suessa Aurunca et Calès se soumettant tour à tour en 344 et 334 av. J.-C. En 315 av. J.-C., pendant la deuxième guerre samnite et au lendemain d'une défaite romaine, les Romains soumettent définitivement les Aurunces qui se sont peut-être joints aux Samnites.

## Aurunces et Ausones
Les Grecs nomment les Aurunces « Αὔσονες », c'est-à-dire Ausones. Les Aurunces ont la même origine que ceux que les Romains appellent habituellement Ausones ; les deux groupes ont dû se séparer par la suite et s'établir dans des régions voisines, et les Romains ont désigné les uns comme Aurunci et les autres comme Ausones. Tite-Live parle des Aurunci autour de Suessa et des Ausones autour de Calès.

## Les Aurunces dans l'histoire romaine

### Guerres romano-aurunces (503-495)
À la fin du VIe siècle av. J.-C., Tite-Live mentionne pour la première fois les Aurunces. Ceux-ci s'allient aux colonies latines de Cora et de Suessa Pometia. L'auteur antique rapporte la victoire romaine en 503 dans des combats autour de Pometia. Alors que les Romains assiègent la ville, les Aurunces les attaquent. Les Romains doivent abandonner le siège après de lourdes pertes et un consul gravement blessé. Les consuls reviennent avec une nouvelle armée et Pometia se rend alors : « Malgré cette capitulation, elle n'est pas moins rigoureusement traitée que si elle eût été prise d’assaut : les principaux Aurunces sont, sans distinction, frappés de la hache, les autres habitants vendus à l’encan, ainsi que le territoire, et la place est rasée ».
En 495, une armée sabine s'est avancée jusqu'aux bord de l'Anio, non loin de Rome. Celle-ci est aisément vaincue puis les Aurunces marchent à leur tour sur la ville, sous prétexte de l'envahissement romain des terres volsques. Non loin d'Aricie, les deux armées se rencontrent, et les Romains remportent une nouvelle fois la victoire,.
Si l'on en croit Tite-Live, les Aurunces sont alors une grande puissance militaire, alliée des Volsques, qui s'étend jusqu'aux limites même des terres latines. Ils disparaissent ensuite du récit de l'historien romaine pour ne réapparaître qu'en 345, présenté alors comme une faible tribu italique au territoire réduit.

### Guerres romano-aurunces (345-334)
Au milieu du IVe siècle av. J.-C., la République romaine étend sa domination sur ses alliés de la ligue latine et sur les terres volsques et herniques du Latium. Tite-Live rapporte qu'au début de l'an 345, une incursion des Aurunces en terres romaines provoque le début d'une guerre romano-aurunce. Dès 344, sans grand combat, les Romains reçoivent leur soumission et Tite-Live précise que les Aurunces restent pacifiques jusqu'en 336.
Entre-temps, Rome étend sa domination sur presque tout le Latium et le nord de la Campanie, lui manquant alors une étroite bande de terres côtières pour lier sa domination territoriale : il s'agit du territoire des Aurunces autour de l’estuaire de la Liris, entre les marais pontins au nord et l'estuaire campanien du Volturno au sud.
En 336, une guerre éclate entre les Sidicins et les Aurunces. Ces derniers appellent Rome à son secours. Les Sidicins s'emparent de Suessa Aurunca. En 335, les Ausones de Calès s'unissent aux Sidicins. Les consuls  dispersent l'armée de ces deux peuples dans une bataille « peu mémorable d'ailleurs » selon Tite-Live. L'année suivante, Calès est prise et une garnison romaine y est placée. Une colonie de 2 500 hommes y est ensuite établie.
Les terres des Aurunces permettent alors à Rome de contrôler une mince bande côtière entre le Latium et la Campanie près du pays des Sidicins laissés aux Samnites.

### Soumission définitive des Aurunces (315-313)
Pendant la deuxième guerre samnite, en 315, les Romains défont les Aurunces-Ausones qui se sont peut-être joints aux Samnites. Selon Tite-Live, « la nation ausone est anéantie comme si elle avait livrée aux Romains une guerre sans merci, alors qu'on n'a aucune preuve de défection ».
Une colonie romaine est fondée à Suessa Aurunca en 313,,.